# Eugen Reiche

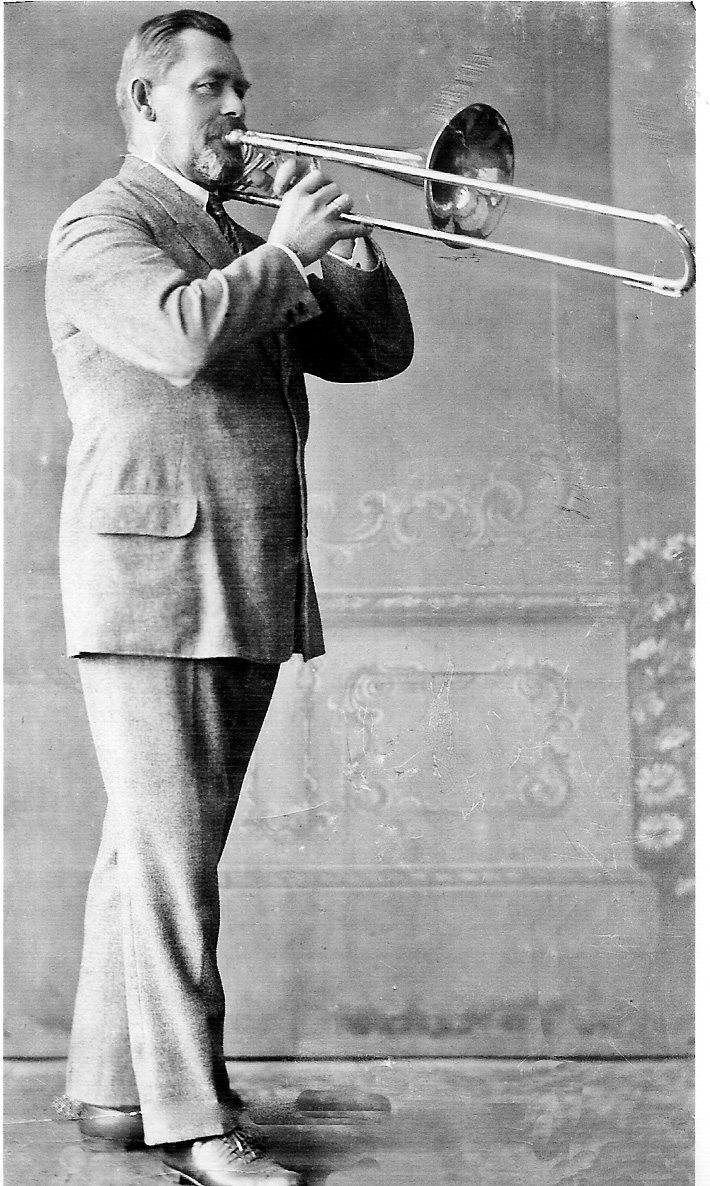
Eugen Reiche

Eugen Adolf Reiche (* 26. März 1878 in Deuben bei Dresden; † 15. Februar 1946 in Taschkent) war ein deutscher Posaunist, Lehrer und Komponist. Er gilt heute als ein bedeutender Posaunenkomponist der deutschen Spätromantik.

## Leben
Eugen Reiche entstammte einer Musikerfamilie. Mit acht Jahren begann er Violine zu spielen, mit zwölf Klarinette. Ab 1891 besuchte er das Konservatorium in Dresden und studierte dort Musik und Posaune. Nach seinem erfolgreichen Abschluss trat er 1896 dem Dortmunder Sinfonieorchester bei. Nach einem kurzen Gastspiel im städtischen Opernorchester in Dortmund, ging er nach St. Petersburg. Er wurde Mitglied der Sankt Petersburger Philharmoniker und hatte erste Erfolge als Soloposaunist. Nachdem er in verschiedenen St. Petersburger Orchestern gespielt hatte, war er ab 1899 Bassposaunist im Königlichen Mariinski Opern- und Balletttheater.
Zusammen mit den Musikern Pjotr Naumowitsch Wolkow (1877–1938), W. Kusnezow und P. Petrow gründete er ein Posaunenquartett, das noch heute in St. Petersburg bekannt ist. Zeitgenossen waren sich einig, dass die tonale Reinheit, der orgelähnliche Klang der Darbietungen einzigartig waren und der rhythmischen Perfektion und Virtuosität Reiches zuzuschreiben sind.
Eugen Reiche wurde 1933 Professor am  Rimski-Korsakow-Konservatorium. Im gleichen Jahr wurde er Direktor des Konservatoriums. Die von ihm entwickelten Übungen und Lehrstücke (65 Etüden) gelten noch heute als Standard für jeden Posaunenschüler.
1942 wurde Reiche, wie viele Ausländer, besonders Deutsche, aus Leningrad verbannt, da Stalin nach dem Ausbruch des Zweiten Weltkrieges durch das Unternehmen Barbarossa Angst vor Spionen aus dem nationalsozialistischen Deutschland hatte. Kurz darauf wurde die Bläserfakultät des Leningrader Konservatoriums nach Taschkent evakuiert. Dank der Fürsprache seiner Vorgesetzten und Mitarbeiter durfte er ab 1942 in Taschkent wieder unterrichten. 1944 kehrte die Fakultät nach Leningrad zurück, aber die sowjetische Regierung unter Stalin erlaubte Reiche bis zu seinem Tode nicht, nach Leningrad zurückzukehren. Physisch und moralisch durch die Kriegsjahre stark geschwächt, starb er 1946 an einem Herzinfarkt. Er wurde in Taschkent beerdigt.

## Werke
1898, gerade zwanzigjährig, komponierte er sein erstes Konzert für Posaune und Klavier. Mit diesem Werk bestritt Eugen Reiche erfolgreich ein Probespiel um eine vakante Stelle im Sinfonieorchester des Imperialen Mariinski-Theaters in St. Petersburg.
- Posaunenwerke
  - Konzert Nr. 1 in B-Dur für Posaune und Klavier
  - Konzert Nr. 2 in A-Dur für Posaune mit Orchester oder Klavierbegleitung, gewidmet dem Posaunisten P. Weschke, Königlich Preußischer Kammermusiker in Berlin

- Lehrstücke
  - 65 Etüden für Posaune